# Valgnævnet
Valgnævnet er et uafhængigt organ, der træffer afgørelse i visse sager om udlandsdanskeres optagelse på valglisten og behandler ansøgninger om godkendelse af partinavne på nye partier, der ønsker at deltage i folketingsvalg eller Europa-parlamentsvalg, samt den tilhørende formular til indhentelse af vælgererklæringer. Nævnet kan også forlænge en godkendelse efter nærmere omstændigheder.
Valgnævnet er beslutningsdygtigt, når nævnets medlemmer eller deres stedfortrædere er til stede. Beslutninger træffes ved stemmeflertal. Står stemmerne lige, er formandens stemme afgørende.
Valgnævnets afgørelser er endelige og kan ikke indbringes for anden administrativ myndighed. Valgnævnet er dog omfattet af ombudsmandens kompetence.
Reglerne om nedsættelse af Valgnævnet, nævnets kompetence og opgaver m.v. findes i folketingsvalglovens § 17. Nævnets virksomhed er nærmere reguleret i nævnets forretningsorden, som er fastsat af indenrigs- og sundhedsministeren.

## Valgnævnets sammensætning
Når nævnet træffer afgørelse om optagelse af udlandsdanskere på valglisten, består nævnet af en formand, der skal være dommer, og to andre medlemmer, hvoraf det ene skal være kyndigt i statsforfatningsret og det andet normalt er en jurist kyndig i valgret, der er ansat i Indenrigs- og Sundhedsministeriet.
I sager om godkendelse af partinavne og formular til vælgererklæringer for nye partier, der ønsker at deltage i folketingsvalg eller valg til Europa-Parlamentet, består nævnet endvidere af et medlem, der er kyndigt i navne- og varemærkerettigheder.
Valgnævnets medlemmer udpeges af indenrigs- og sundhedsministeren, der også udpeger stedfortrædere for formanden og hvert af de øvrige medlemmer.

## Valgnævnets medlemmer
Valgnævnet består pr. 6. januar 2024 af følgende medlemmer:
Formand:
- Højesteretspræsident Jens Peter Christensen

Øvrige medlemmer:
- Nikolaj Stenfalk, Indenrigs- og Sundhedsministeriet (kyndig i valgret)
- Professor, dr.jur. Michael Hansen Jensen, Aarhus Universitet (kyndig i statsforfatningsret)
- Advokat, ph.d. Hanne Kirk, Gorrissen Federspiel (kyndig i navne- og varemærkerettigheder)

## Valgnævnets sekretariat
Indenrigs- og Sundhedsministeriet stiller sekretariatsbetjening til rådighed for Valgnævnet, dvs. det er medarbejdere fra Indenrigs- og Sundhedsministeriet, der er sekretariat for nævnet. Valgnævnets sekretariat er organisatorisk placeret i Indenrigs- og Sundhedsministeriets Center for Kommunaljura, hvor valgområdet hører til.
Sekretariatet forbereder sagerne om udlandsdanskeres optagelse på valglisten og ansøgninger om godkendelse af nyt partinavn til deltagelse i folketingsvalg og den tilhørende formular til indhentelse af vælgererklæringer, så de er klar til at blive behandlet og afgjort af nævnet.